# Luna Drexlerówna

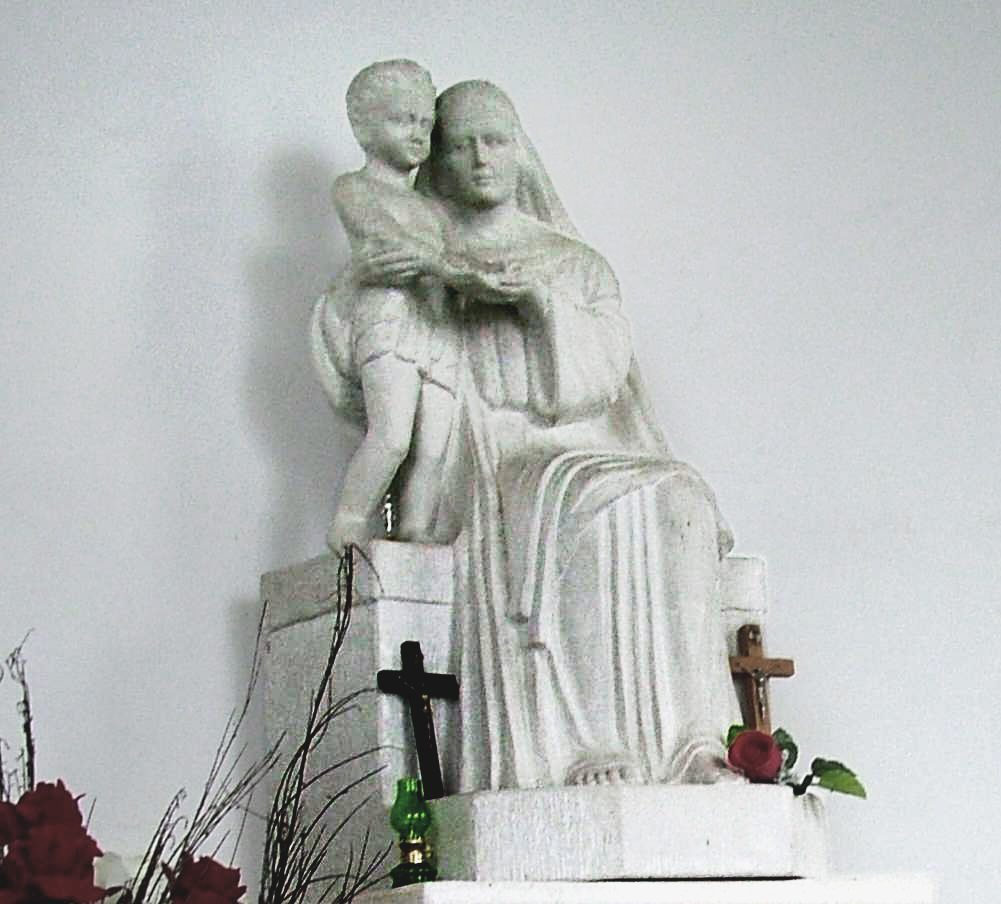
Rzeźba w kaplicy Cmentarza Obrońców Lwowa

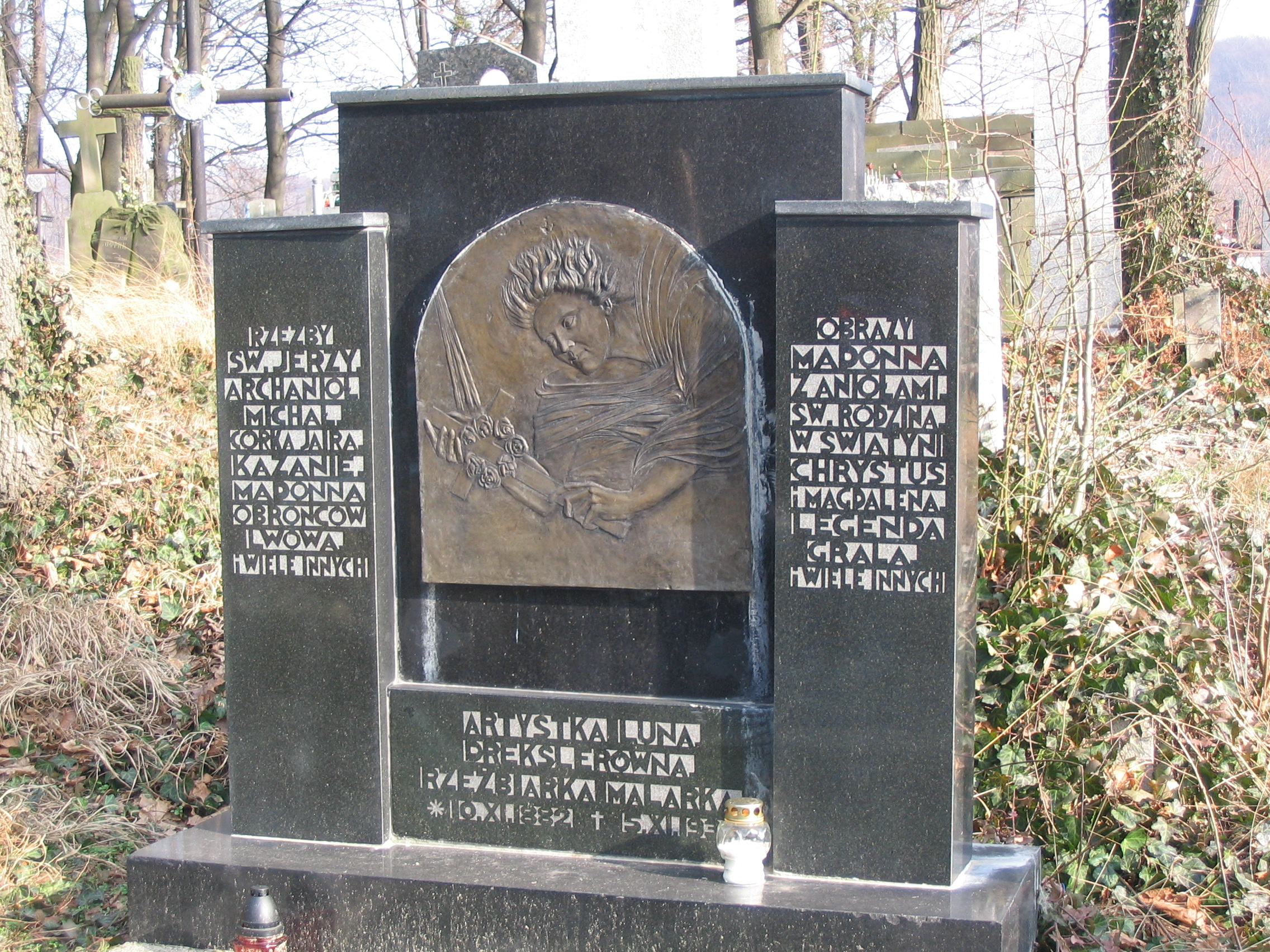
Grób Luny Drexlerówny

Luna Amalia Drexler (Luna Drexlerówna; ur. 10 listopada 1882 we Lwowie, zm. 5 listopada 1933 tamże) – polska rzeźbiarka i malarka, radna miasta Lwowa.

## Życiorys
Była córką kupca Ignacego Drexlera i jego żony Eugenii, jedną z ośmiorga rodzeństwa, siostrą m.in. urbanisty Ignacego Drexlera, profesora Politechniki Lwowskiej.
Edukację artystyczną pobierała od 1899 roku w prywatnej szkole we Lwowie, pod okiem Stanisława Kaczora-Batowskiego i Antoniego Popiela. W latach 1907–1910 przebywała w Paryżu, gdzie szlifowała swoje umiejętności między innymi w pracowni Antoine’a Bourdelle’a. Kształciła się też w Akademii Medici w Rzymie oraz w Monachium i Lipsku. Brała udział, wraz ze stu kilkudziesięcioma artystami różnych narodowości, w budowie Goetheanum w Dornach koło Bazylei.
W 1918 powróciła do Lwowa, gdzie udzielała się społecznie (między innymi w radzie miejskiej) i artystycznie. W czasie dwudziestolecia międzywojennego była zaliczana wraz Janem Nalborczykiem do najwybitniejszych rzeźbiarzy polskich. Z jej inicjatywy powstało w 1929 Polskie Towarzystwo Antropozoficzne.
Dla Fabryki Fajansu w Pacykowie projektowała miniaturowe figurki ludzi i zwierząt.
Zmarła 5 listopada 1933, a 7 listopada została pochowana na Cmentarzu Łyczakowskim we Lwowie, nieopodal murów Cmentarza Orląt. Na grobie umieszczono jedną z jej płaskorzeźb zatytułowaną Anioł w locie trzymający krzyż z siedmiu różami. Płaskorzeźbę obudowano obramowaniem z czarnego marmuru, na którym wyryto tytuły dzieł Drexlerówny o tematyce religijnej:
- Święty Jerzy,
- Archanioł Michał,
- Córka Jaira,
- Kazanie,
- Madonna z aniołami,
- Święta rodzina w świątyni,
- Chrystus i Magdalena,
- Legenda Graala.

## Twórczość
Jej dorobek artystyczny obejmuje kilkadziesiąt obrazów i około 200 rzeźb, w tym między innymi:
- płaskorzeźby prymasa Augusta Hlonda, papieża Piusa XI i księżnej Czartoryskiej,
- pomniki znajdujące się na Cmentarzu Łyczakowskim, m.in.:
  - figura Matki Boskiej z Dzieciątkiem Jezus z 1926 (w Kaplicy Obrońców Lwowa),
  - popiersie kompozytora Mieczysława Sołtysa z 1926 roku,
  - pomnik nagrobny Marii Konopnickiej (obecny pomnik jest repliką z 1950 roku, odtworzoną ze zdjęcia przez Wołodymyra Skołozdra; oryginał został skradziony lub rozbity w trakcie II wojny światowej),
  - płaskorzeźba Wskrzeszenie córki Jaira z 1924 r., umieszczona na grobowcu ojca artystki Ignacego Drexlera (właściwie jest to kopia, oryginał został przez nią wykonany na grobowiec dra Henryka Trenknera i znajduje się na cmentarzu ewangelickim w Warszawie).

## Literatura
- Anthroposophie im 20. Jahrhundert. biographien.kulturimpuls.org. [zarchiwizowane z tego adresu (2015-01-28)].